# Mammillaria coahuilensis
Mammillaria coahuilensis là một loài thực vật có hoa trong họ Cactaceae. Loài này được (Boed.) Moran mô tả khoa học đầu tiên năm 1953.

## Hình ảnh

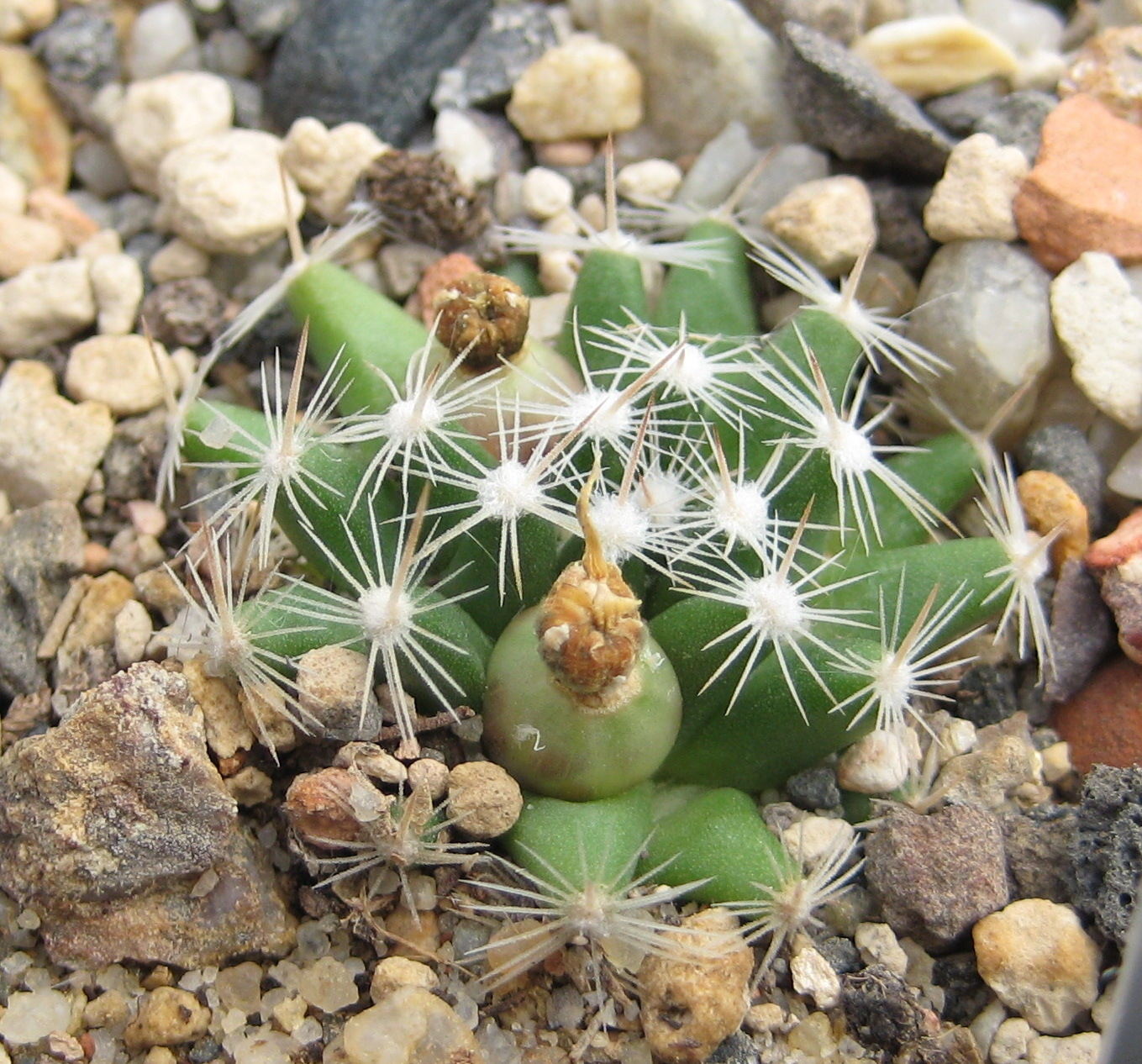
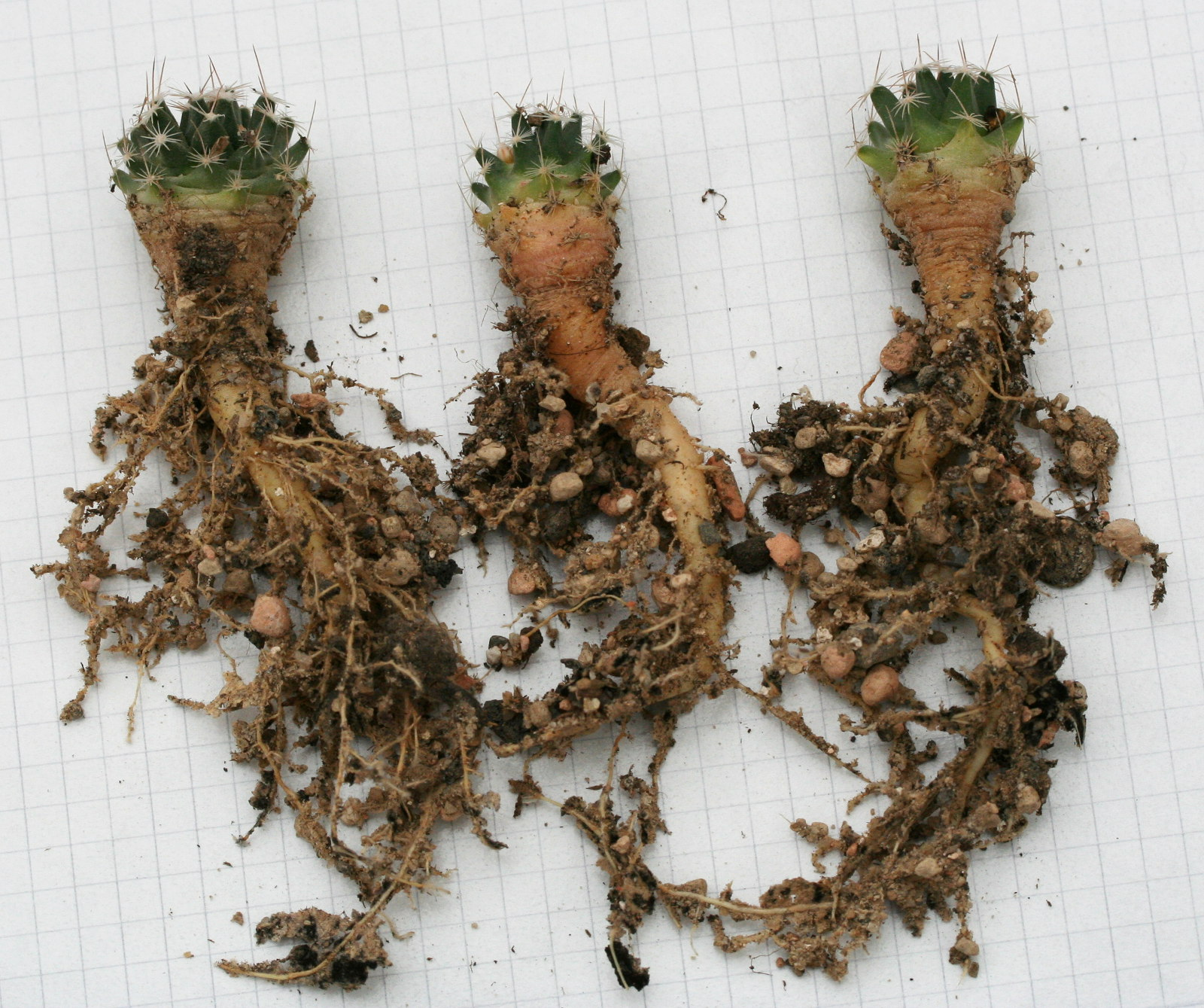
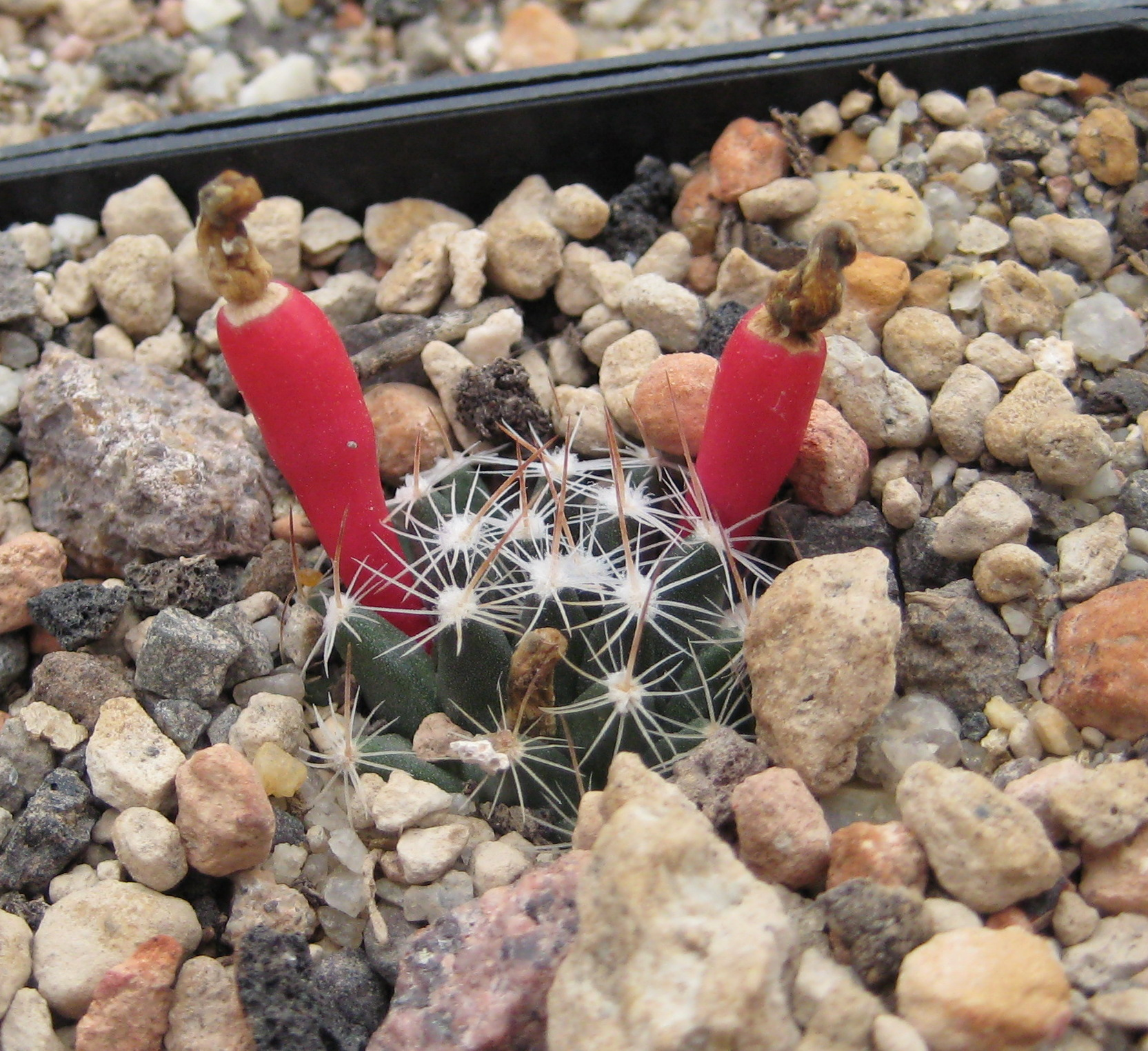
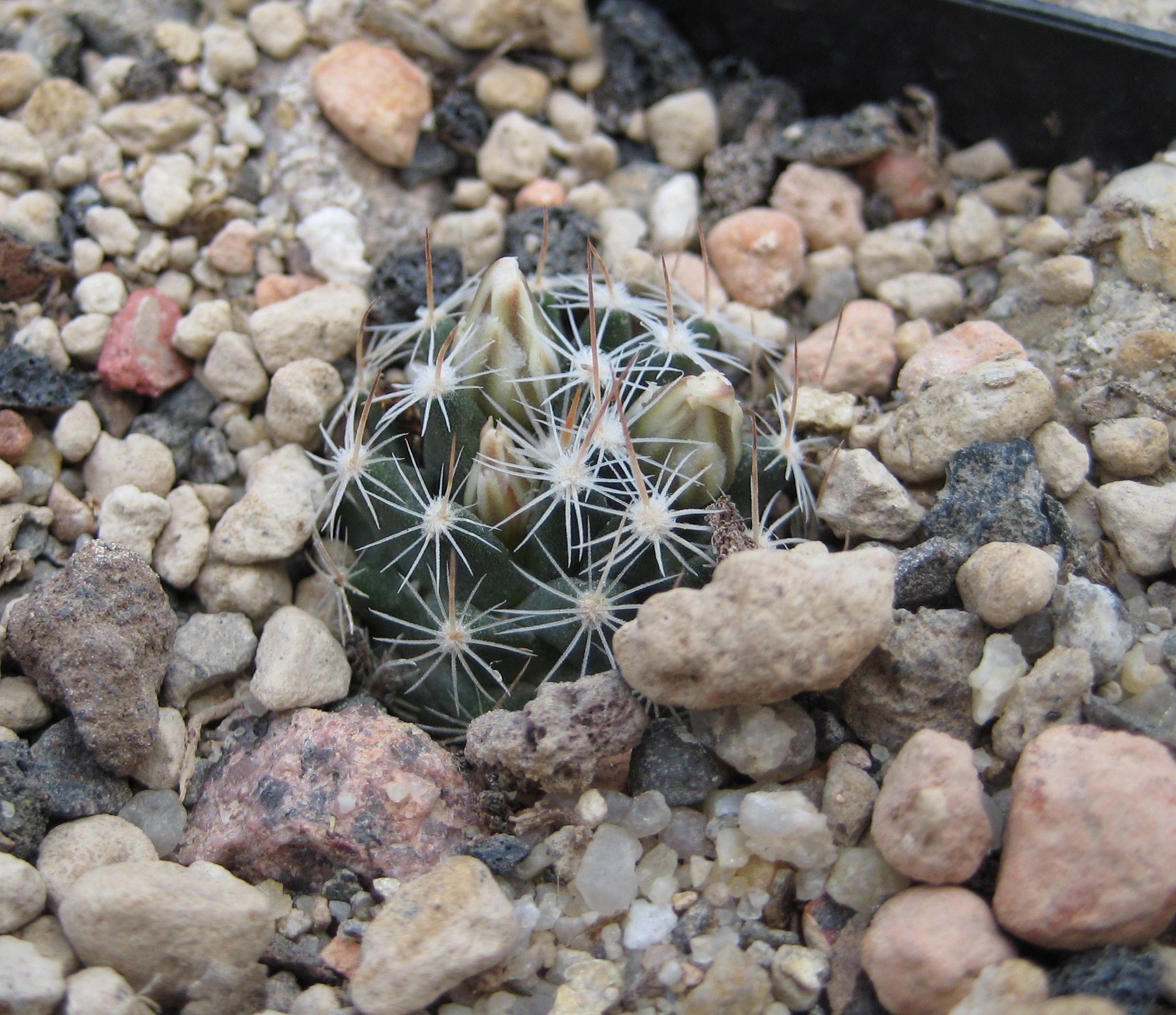